# Vayots Dzor
Le Vayots Dzor (en arménien Վայոց Ձոր) est un marz de l'Arménie situé au centre-sud du pays, dont la capitale est Eghegnazor.

## Géographie
D'une superficie de 2 308 km2 (soit 7,8 % de la superficie totale du pays), le marz a  est bordé au sud-est par le marz de Syunik, au sud par le Nakhitchevan (une république autonome de l'Azerbaïdjan), au nord-ouest par le marz d'Ararat, au nord par celui de Gegharkunik, et à l'est par l'Azerbaïdjan.
N.B. : Le Haut-Karabagh ou République d'Artsakh ne borde plus l'Arménie ; la région azerbaïdjanaise de Kabaljar-Lachin les sépare depuis la guerre de 2020 gagnée par Bakou.
| Marz d'Ararat              | Marz de Gegharkunik        |                                |
| Azerbaïdjan (Nakhitchevan) | marz de Vayots Dzor        | Haut-Karabagh • Marz de Syunik |
|                            | Azerbaïdjan (Nakhitchevan) |                                |

### Géographie physique
Le Vayots Dzor est une région bien délimitée par les chaînes de montagnes le séparant des territoires voisins ; le cours d'eau principal est l'Arpa. Son climat est continental : les températures vont de 41 °C à −35 °C, et les précipitations annuelles de 300 à 700 mm.

### Géographie humaine
Outre Eghegnazor, la région compte deux autres villes (« communautés urbaines »), Djermouk et Vayk, et 41 « communautés rurales » (52 villages).
| Vayk | Eghegnazor |
| 1. Arin 2. Artavan 3. Azatek 4. Bardzruni 5. Gomk 6. Herher 7. Karmrashen 8. Khndzorut 9. Martiros 10. Nor Aznaberd 11. Por 12. Saravan 13. Sers 14. Vayk 15. Zaritap 16. Zedea | 1. Agarakadzor 2. Aghavnadzor 3. Aghnjadzor 4. Areni 5. Arpi 6. Artabuynk 7. Chiva 8. Djermouk 9. Eghegnazor 10. Eghegis 11. Elpin 12. Getap 13. Gladzor 14. Gndevaz 15. Gnishik 16. Goghtanik 17. Hermon 18. Horbategh 19. Hors 20. Karaglukh 21. Khachik 22. Malishka 23. Rind 24. Salli 25. Shatin 26. Taratumb 27. Vardahovit 28. Vernashen |

## Histoire

### Région
Selon Cyrille Toumanoff, entre le début du XIIIe siècle et la fin du XVe siècle, la région est disputée entre les Orbélian et une dynastie de « méliks » issus des « Khalbakides-Proschides » :
- 1202-1224/1225 : Vasak le Vaillant Khalbakides ;
- 1225-1250 : Elikoum II Orbélian ;
- 1250-1273 : Smbat III Orbélian, son frère ;
- mort en 1313 : Eatchi, arrière-petit-fils de Vasak le Vaillant ;
- vers 1321 : Hasan III, son fils ;
- vers 1417 : Arlout II, son petit-neveu ;
- vers 1473/1476 : Djoum Ier, son fils.

### Marz
Comme les autres marzer arméniens, le marz de Vayots Dzor a été créé par la Constitution arménienne adoptée le 5 juillet 1995, mise en œuvre sur ce point par la loi relative à la division territoriale administrative de la République d'Arménie du 4 décembre 1995 et par le décret relatif à l'administration publique dans les marzer de la République d'Arménie du 2 mai 1997. Le marz de Vayots Dzor a ainsi été constitué par la fusion de deux raions soviétiques : Azizbekov et Eghegnazor.

## Démographie
La population du marz s'élève en 2011 à  56 000 habitants, soit 1,7 % de la population du pays.
| 1991   | 1993   | 1995   | 1997   | 1999   | 2001   | 2002   |
| ------ | ------ | ------ | ------ | ------ | ------ | ------ |
| 61 000 | 64 200 | 60 800 | 59 500 | 58 800 | 56 900 | 56 000 |

| 2003   | 2004   | 2005   | 2006   | 2007   | 2008   | 2009   |
| ------ | ------ | ------ | ------ | ------ | ------ | ------ |
| 55 900 | 55 800 | 55 900 | 55 800 | 55 800 | 55 800 | 55 800 |

| 2010   | 2011   | 2016   | 2017   | 2019   | - | - |
| ------ | ------ | ------ | ------ | ------ | - | - |
| 55 800 | 56 000 | 50 800 | 50 300 | 49 000 | - | - |

En 2011, la population urbaine représente 34,5 % de la population totale.
| 1991          | 1993          | 1995          | 1997          | 1999          | 2001          | 2002          | 2003          |
| ------------- | ------------- | ------------- | ------------- | ------------- | ------------- | ------------- | ------------- |
| 24 700 36 300 | 26 100 38 100 | 25 100 35 700 | 23 800 35 700 | 22 900 35 900 | 20 700 36 200 | 19 600 36 400 | 19 500 36 400 |

| 2004          | 2005          | 2006          | 2007          | 2008          | 2009          | 2010          | 2011          |
| ------------- | ------------- | ------------- | ------------- | ------------- | ------------- | ------------- | ------------- |
| 19 400 36 400 | 19 400 36 500 | 19 400 36 400 | 19 400 36 400 | 19 300 36 500 | 19 300 36 500 | 19 300 36 500 | 19 300 36 700 |

| Hommes | Classe d’âge | Femmes |
| ------ | ------------ | ------ |
| 2,0    | 80 ans ou +  | 3,1    |
| 2,2    | 75 à 79 ans  | 3,0    |
| 3,1    | 70 à 74 ans  | 4,7    |
| 1,2    | 65 à 69 ans  | 1,6    |
| 2,7    | 60 à 64 ans  | 3,6    |
| 4,9    | 55 à 59 ans  | 5,7    |
| 7,9    | 50 à 54 ans  | 8,0    |
| 7,6    | 45 à 49 ans  | 7,9    |
| 5,7    | 40 à 44 ans  | 6,1    |
| 5,2    | 35 à 39 ans  | 5,3    |
| 7,1    | 30 à 34 ans  | 6,4    |
| 9,9    | 25 à 29 ans  | 8,1    |
| 11,7   | 20 à 24 ans  | 10,9   |
| 9,0    | 15 à 19 ans  | 8,5    |
| 7,1    | 10 à 14 ans  | 6,1    |
| 6,3    | 5 à 9 ans    | 5,4    |
| 6,4    | 0 à 4 ans    | 5,6    |

## Tourisme
Le monastère de Noravank et l'église d'Areni sont d'importants sites à intérêt touristique.

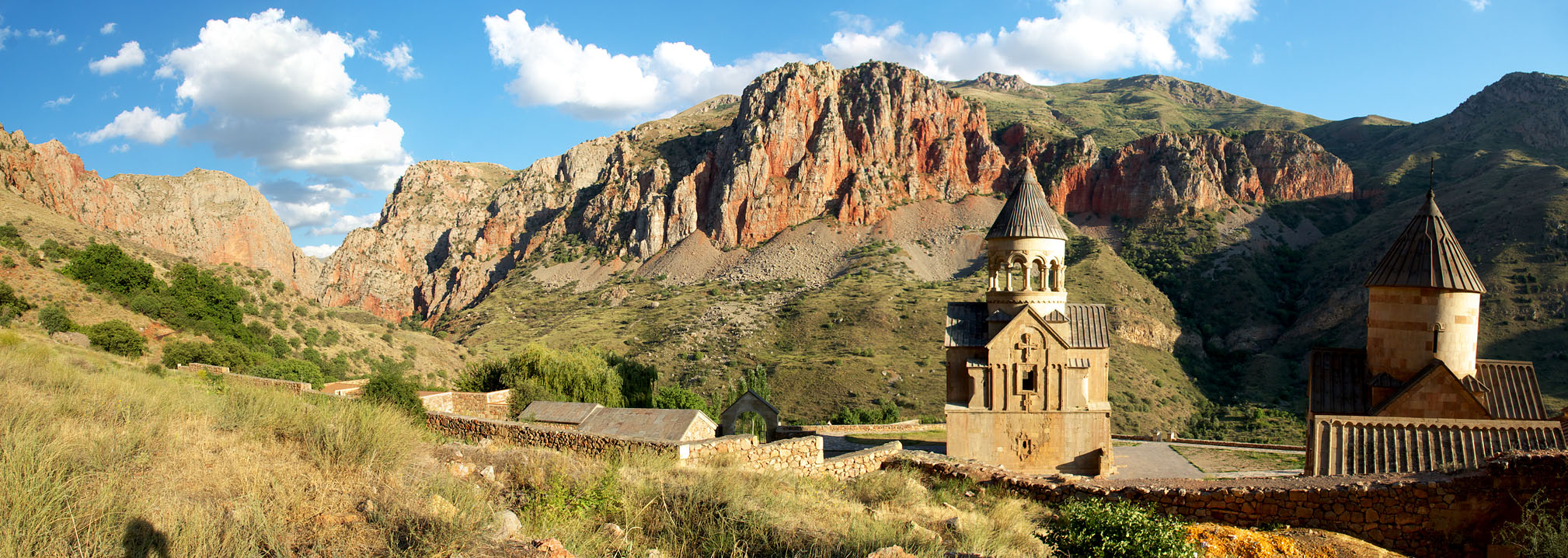
Noravank.
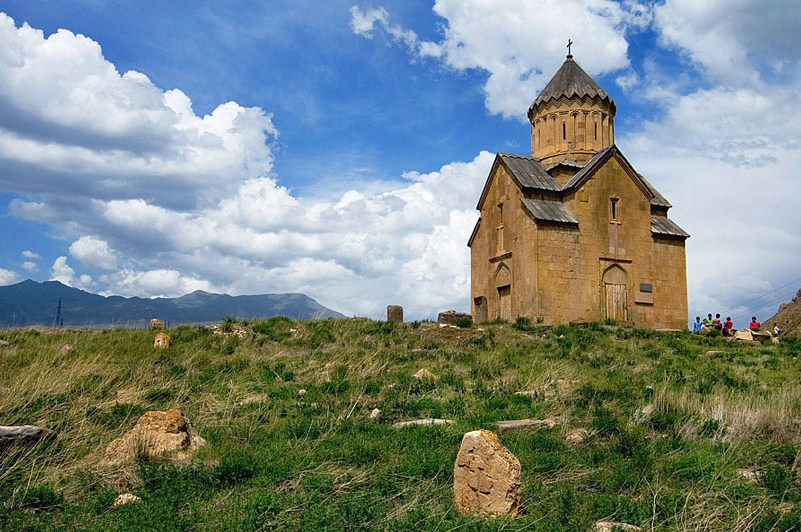
Église d'Areni.